# 타이거 (로봇)
타이거(영어: Transforming Intelligent Ground Excursion Robot, TIGER)는 현대자동차그룹의 지능형 지상 이동 로봇이며, 모델명은 X-1이다.

## 상세
4개의 다리와 바퀴가 달린 소형 무인 모빌리티로 험난한 지형을 자유롭게 이동할 수 있다. 장애물 혹은 바퀴로 이동하기 어려운 지역은 로봇 다리를 이용하고, 평탄한 지형은 4륜구동 차량으로 주행한다. 타이거는 전진, 후진, 좌우 등 방향 전환이 쉬운 대칭적인 디자인 구조를 갖췄다.

## 제원
| 구분     | 상세 |
| -------- | ---- |
| 길이(cm) | 80   |
| 폭(cm)   | 40   |
| 무게(kg) | 12   |

## 같이 보기
- 현대자동차그룹
- 로봇
- 지능형 로봇